# Dúzs
Dúzs ist eine ungarische Gemeinde im Kreis Tamási im Komitat Tolna.

## Geografische Lage
Dúzs liegt 17 Kilometer südöstlich der Kreisstadt Tamási,  drei Kilometer westlich der Großgemeinde Hőgyész am rechten Ufer des Flusses Kapos. Weitere Nachbargemeinden sind Szakály und Csibrák.

## Sehenswürdigkeiten
- Römisch-katholische Kirche Szent György vértanú, erbaut 1828 im klassizistischen Stil
- Weltkriegsdenkmale (Világháborús emlékművek)

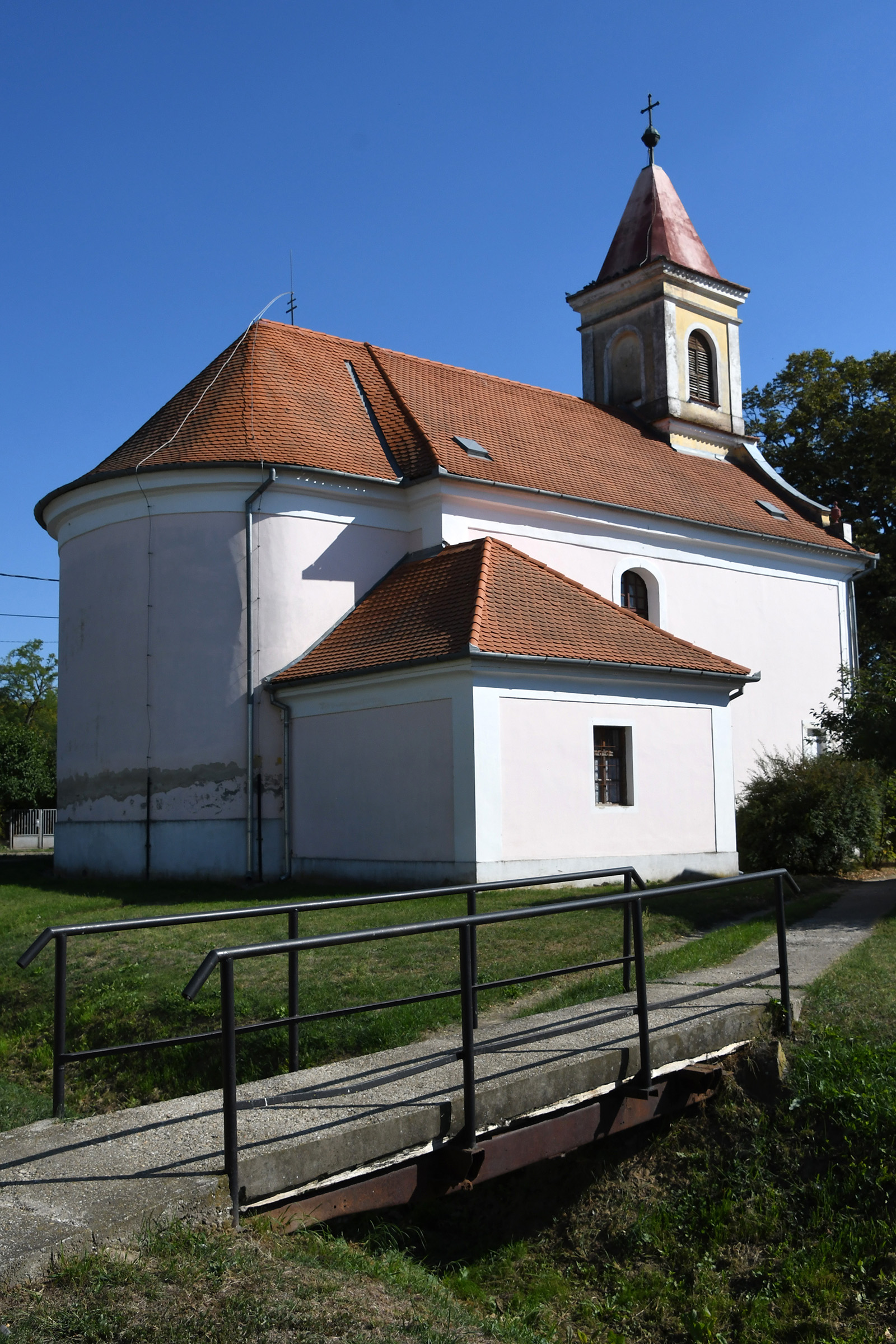
Römisch-katholische Kirche Szent György vértanú

## Verkehr
Durch Dúzs verläuft die Landstraße Nr. 6532, die von Hőgyész nach Csibrák führt. Die Gemeinde ist angebunden an die Eisenbahnstrecke von Pusztaszabolcs nach Dombóvár. Weiterhin bestehen Busverbindungen nach Szakály, Hőgyész sowie über Csibrák, Kurd und Döbrököz nach Dombóvár.